# Nouh Mohamed El-Abd
Nouh Mohamed El-Abd (ar. نوح محمد العبد; ur. 24 grudnia 2000 w Nawakszucie) – mauretański piłkarz grający na pozycji środkowego obrońcy Od 2020 jest zawodnikiem klubu FC Nouadhibou.

## Kariera klubowa
Swoją karierę piłkarską El-Abd rozpoczął w klubie FC Tevragh-Zeina. W sezonie 2019/2020 zadebiutował w jego barwach w pierwszej lidze maurutyjskiej. W debiutanckim sezonie wywalczył z nim wicemistrzostwo kraju oraz zdobył Puchar Mauretanii. W 2020 przeszedł do FC Nouadhibou. W sezonach 2020/2021, 2021/2022 i 2022/2023 trzykrotnie z rzędu wywalczył z nim trzy tytuły mistrza kraju.

## Kariera reprezentacyjna
W reprezentacji Mauretanii El-Abd zadebiutował 29 sierpnia 2022 w wygranym 1:0 meczu Mistrzostw Narodów Afryki 2022 z Gwineą Bissau, rozegranym w Nawakszucie. W 2024 roku powołano go do kadry na Puchar Narodów Afryki 2023.